# Phanaeus haroldi
Phanaeus haroldi es una especie de escarabajo del género Phanaeus, familia Scarabaeidae. Fue descrita científicamente por Kirsch en 1871.
Se distribuye por Ecuador, Venezuela y Perú. Mide aproximadamente 13-22 milímetros de longitud.